# Italopodisma lagrecai
Italopodisma lagrecai is een rechtvleugelig insect uit de familie veldsprinkhanen (Acrididae). De wetenschappelijke naam van deze soort is voor het eerst geldig gepubliceerd in 1973 door Galvagni.
1. ↑  (en) Italopodisma lagrecai op de IUCN Red List of Threatened Species.